# Лея Орга̀на
Принцеса Лея Орга̀на (на английски: Princess Leia Organa) е измислена героиня от филмовата поредица „Междузвездни войни“. Родена на планетата Набу като Лея Амида̀ла Скайуокър (на английски: Leia Amidala Skywalker), тя е дъщеря на Анакин Скайуокър и сенатор Падме Амидала. Неин брат е Люк Скайуокър. След събитията в „Завръщането на джедаите“ Лея ражда син на контрабандиста Хан Соло, когото кръщават Бен и който по-късно преминава към Тъмната страна и приема името Кайло Рен.
През 2008 г. сп. „Импайър“ включва Лея в списъка на 100-те най-велики филмови герои на всички времена. Във филмите „Нова надежда“, „Империята отвръща на удара“, „Завръщането на джедаите“ и „Силата се пробужда“ ролята на Лея се изпълнява от актрисата Кари Фишър.